# Дворци в България
Списък на официалните резиденции на монарсите от Третото Българско Царство.
След края на комунистическия режим през 1989 г. дворците (без двореца в София и резиденция Евксиноград) са върнати на Цар Симеон II и неговата сестра Мария Луиза Българска. За някои от резиденциите, които не са строени изцяло с пари на царското семейство, държавата прави повторен опит да си ги върне.

## Дворци на Българската царска династия 1878 – 1946
| Дворец          | Построен през | Построен от                                       | Местоположение | Статус                       |
| --------------- | ------------- | ------------------------------------------------- | -------------- | ---------------------------- |
| Царски дворец   | 1873 – 1930   | Мазхар паша, Александър I, Фердинанд I, Борис III | София          | държавен, музей              |
| Батенберг       | 1882          | Александър I                                      | Русе           | държавен, музей              |
| Евксиноград     | 1882          | Александър I / Интенданство                       | Варна          | държавен, резиденция и музей |
| Врана           | 1899          | Фердинанд I / Интенданство                        | София          | собственост на фамилията     |
| Царска Бистрица | 1898          | Фердинанд I / Интенданство                        | Самоков        | собственост на фамилията     |
| Ситняково       | 1904          | Фердинанд I / Интенданство                        | Самоков        | държавен                     |
| Саръгьол        | 1904          | Фердинанд I / Интенданство                        | Самоков        | държавен                     |
| Кричим          | 1905, 1936    | Фердинанд I, Борис III / Интенданство             | Куртово Конаре | държавен                     |
| Баня            | 1929          | Борис III                                         | Баня           | собственост на фамилията     |
| Овнарско        | 1910          | Фердинанд I                                       | Говедарци      | не съществува                |
| Среден нос      |               | Фердинанд I                                       | Говедарци      | не съществува                |

## Други имоти на Българската царска династия 1878 – 1946
| Имот                  | Придобит през | Построен от / Придобит от | Местоположение | Статус                   |
| --------------------- | ------------- | ------------------------- | -------------- | ------------------------ |
| къща                  | 1937          | княгиня Евдокия           | Слатина        | собственост на фамилията |
| незастроено място     | ????          | царица Йоанна             | Самоков        |                          |
| 16 000 дка гори       | ????          | Фердинанд I               | Рила           | държавни                 |
| две незастроени места | ????          | ????                      | Созопол        |                          |
| остров Свети Тома     | ????          | ????                      | Созопол        |                          |

## Дворци на Румънската кралска династия 1913 – 1940
| Дворец        | Построен през | Построен от       | Местоположение | Статус          |
| ------------- | ------------- | ----------------- | -------------- | --------------- |
| Тихото гнездо | 1924          | Мария Единбургска | Балчик         | държавен, музей |